# Ralph Milbanke (MP)
Sir Ralph Milbanke (1725-1798) foi um nobre inglês e membro do Parlamento por Scarborough entre 1754-61 e posteriormente por Richmond entre 1761-68.

## Vida
Milbanke nasceu em 1725 numa família aristocrata de Yorkshire. O seu pai era Sir Ralph Milbanke, 4º Baronete de Halnaby no Condado de York, que havia servido como Alto Xerife de Yorkshire em 1721. O próprio Milbanke serviu como Alto Xerife do mesmo condado entre 1753-54.
Ele casou-se com Elizabeth Hedworth em 1748.